# Shea McClellin
(en) Statistiques sur pro-football-reference
Shea McClellin (né le 1er août 1989 à Caldwell, Idaho) est un joueur américain de football américain évoluant au poste de linebacker. Sélectionné lors de la draft 2012 de la NFL en 19e position par les Bears de Chicago, il y reste trois saisons. Avant la saison 2016, il signe avec les Patriots de la Nouvelle-Angleterre avec qui il remporte le Super Bowl LI.

## Biographie

### Carrière universitaire
Shea McClellin joue pour les Broncos de Boise State de 2008 à 2011.

### Carrière professionnelle

#### Bears de Chicago
Sélectionné en 19e position lors de la draft 2012 de la NFL, Shea McClellin signe un contrat de quatre ans avec les Bears de Chicago le 11 mai 2012. Il réussit ses débuts avec les Bears lors de la saison 2012. Victime d'une commotion cérébrale en semaine 10, il se blesse également au genou en semaine 14 contre les Vikings du Minnesota.
Joueur actif de la saison 2013 des Bears, il est nommé meilleur joueur défensif de la semaine 9 en conférence NFC pour sa performance contre les Packers de Green Bay. Blessé à l'entraînement quelques jours plus tard, il doit manquer les deux rencontres suivantes. À la fin de la saison, il est annoncé qu'il sera déplacé sur le côté fort de la défense pour la saison 2014.
Le 29 avril 2015, les Bears annoncent qu'ils n'optent pas pour la cinquième année du contrat débutant de Shea McClellin, le libérant à la fin de la saison 2015.

#### Patriots de la Nouvelle-Angleterre
Le 16 mars 2016, McClellin signe un contrat de trois ans avec les Patriots de la Nouvelle-Angleterre d'une valeur de 9 millions de dollars dont 3,5 millions garantis. Le 12 décembre 2016, lors d'un Monday Night Football, McClellin saute par-dessus le long snapper des Ravens de Baltimore Morgan Cox pour contrer le coup de pied de Justin Tucker, forçant ce dernier à rater son premier field goal de la saison. Le 1er janvier 2017, il retourne un fumble pour 69 yards, le plus long retour dans l'histoire de la franchise. Le 5 février 2017, McClellin est titulaire pour les Patriots lors du Super Bowl LI contre les Falcons d'Atlanta. Il saute à nouveau au-dessus de ses adversaires pour contrer un coup de pied mais est pénalisé. Une nouvelle règle NFL en fin de saison interdit ces sauts.

## Palmarès
- Vainqueur du Super Bowl LI avec les Patriots de la Nouvelle-Angleterre